# Фонтенот
Фонтенот (фр. Fontenotte) насеље је и општина у источној Француској у региону Франш-Конте, у департману Ду која припада префектури Безансон.
По подацима из 2011. године у општини је живело 57 становника, а густина насељености је износила 10,09 становника/km². Општина се простире на површини од 5,65 km². Налази се на средњој надморској висини од 350 метара (максималној 478 m, а минималној 337 m).

## Демографија
| 1962. | 1968. | 1975. | 1982. | 1990. | 1999. | 2011. |
| ----- | ----- | ----- | ----- | ----- | ----- | ----- |
| 23    | 30    | 27    | 30    | 44    | 45    | 57    |

График промене броја становника у току последњих година